# Medicinski razgledi
Medicinski razgledi (okrajšano Med razgl) so slovenska znanstvena revija s področja medicine, ki jo izdaja istoimensko društvo študentov medicine, povezano z Medicinsko fakulteto Univerze v Ljubljani. Na leto izidejo štiri številke, v katerih so objavljeni izvirni raziskovalni in pregledni strokovni prispevki ter klinični primeri. Prispevki so indeksirani v zbirkah, kot so Biomedicina Slovenica, Chemical Abstracts, Bowker International in Biological Abstracts.
Uredništvo izdaja tudi zbornike s prispevki strokovnih srečanj drugih organizacij v obliki tematskih zvezkov – supplementov – in visokošolske učbenike ter druga učna gradiva za študij medicine, poleg tega organizira študentske kongrese in podobne dogodke.

## Zgodovina
Revijo so leta 1962 začeli izdajati študenti na Medicinski fakulteti UL na pobudo Jožeta Lokarja in Cirila Godca in nekaterih njunih kolegov, kot »glasilo združenj študentov Medicinske fakultete v Ljubljani in Višje stomatološke šole v Mariboru«, pri čemer je bila omemba slednje iz političnih razlogov in sodelovanje ni zaživelo. Lokar je bil prvi glavni urednik, medtem ko je Godec prevzel vlogo tehničnega urednika. V prvih 20 letih je bil poudarek na preglednih člankih predkliničnih in kliničnih predmetov študijev medicine in stomatologije, s čemer so ustvarjalci želeli omiliti težavo pomanjkanja študijske literature v tem času.
Leta 1974 so ob reviji začeli izhajati tematski dopolnilni zvezki, ki služijo kot zborniki srečanj raznih medicinskih organizacij, leta 1988 pa so založniško dejavnost razširili še na učbenike v slovenščini.